# Феличени (Харгита)
Феличени (рум. Feliceni) насеље је у Румунији у округу Харгита у општини Феличени. Oпштина се налази на надморској висини од 452 m.

## Становништво
Према подацима из 2011. године у насељу је живело 2984 становника.